# Квинт Попедий Силон
Вижте пояснителната страница за други личности с името Силон.
Квинт Попедий Силон (на латински: Quintus Poppaedius Silo; † 88 пр.н.е., Апулия) е военачалник на италийците в Съюзническата война против Рим от 91 до 88 пр.н.е. Произлиза от италийския народ марси.
Силон е приятел на Марк Ливий Друз Млади (народен трибун 91 пр.н.е.), който иска да прокара закон за даване на римско гражданство на италийците. Mалко преди изтичането на мандата му Друз е убит с нож пред прага на къщата си, заради заплануваната от него аграрна реформа. Смъртта на Друз проваля реформите и е повод за избухването на Съюзническата война.
През 90 пр.н.е. Силон има победа против Квинт Сервилий Цепион, следващата година обаче претърпява загуба при Атернус. През 88 пр.н.е. той е главнокомадващ на всички италийци и пада убит в битка против Мамерк Емилий Лепид Ливиан, брат на Ливий Друз.